# Верджате
Верджате (итал. Vergiate) — коммуна в Италии, располагается в провинции Варесе области Ломбардия.
Население составляет 8740 человек (на 2004 г.), плотность населения составляет 401 чел./км². Занимает площадь 21 км². Почтовый индекс — 21029. Телефонный код — 0331.
Покровителем населённого пункта считается святитель Мартин Турский. Праздник ежегодно празднуется 11 ноября.